# Béla Iványi-Grünwald
Béla Iványi-Grünwald (ur. 6 maja 1867, zm. 24 września 1940 w Budapeszcie) – węgierski malarz, członek szkoły malarskiej z Nagybánya, współzałożyciel grupy „Neos", przedstawiciel węgierskiego modernizmu w malarstwie.

## Galeria

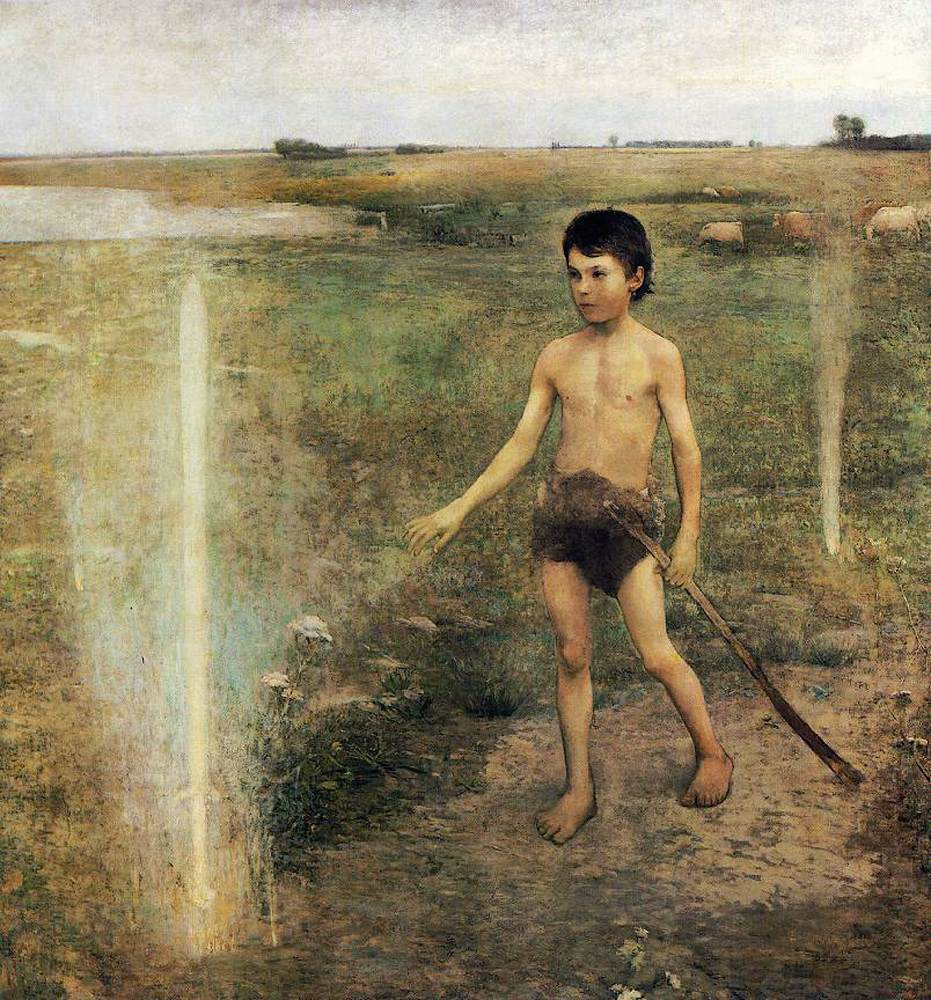
Miecz wojownika z 1890 roku.
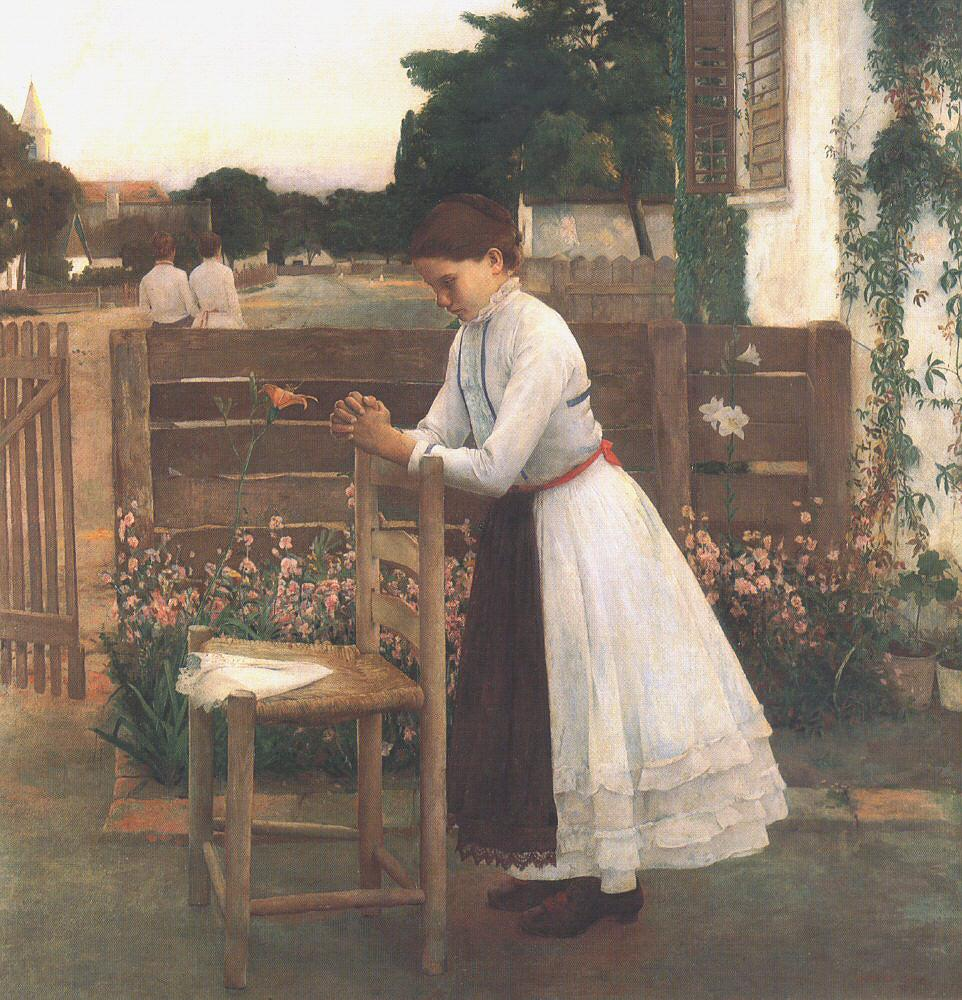
Ave Maria Grunwald z 1891 roku.
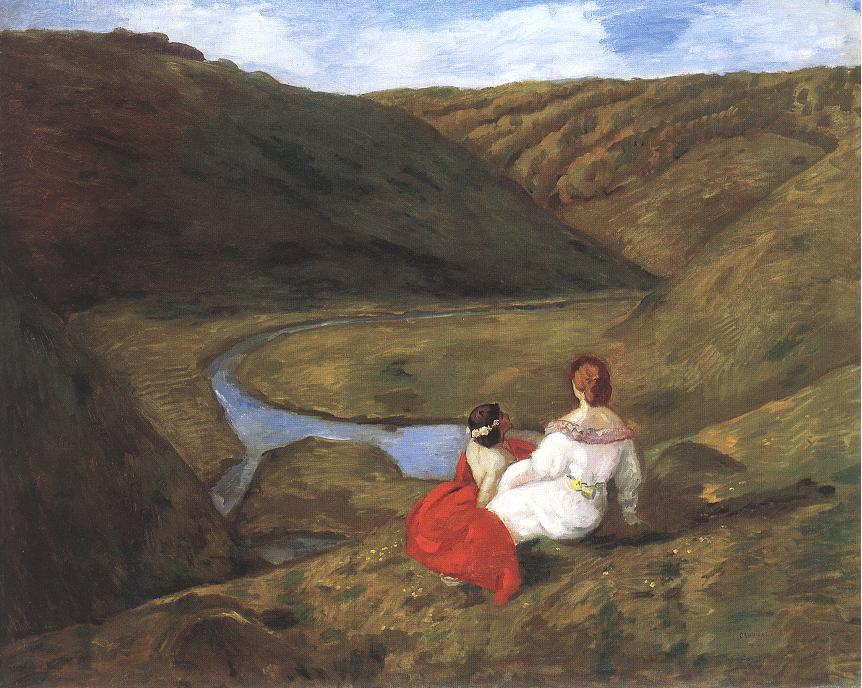
W dolinie z 1901 roku.
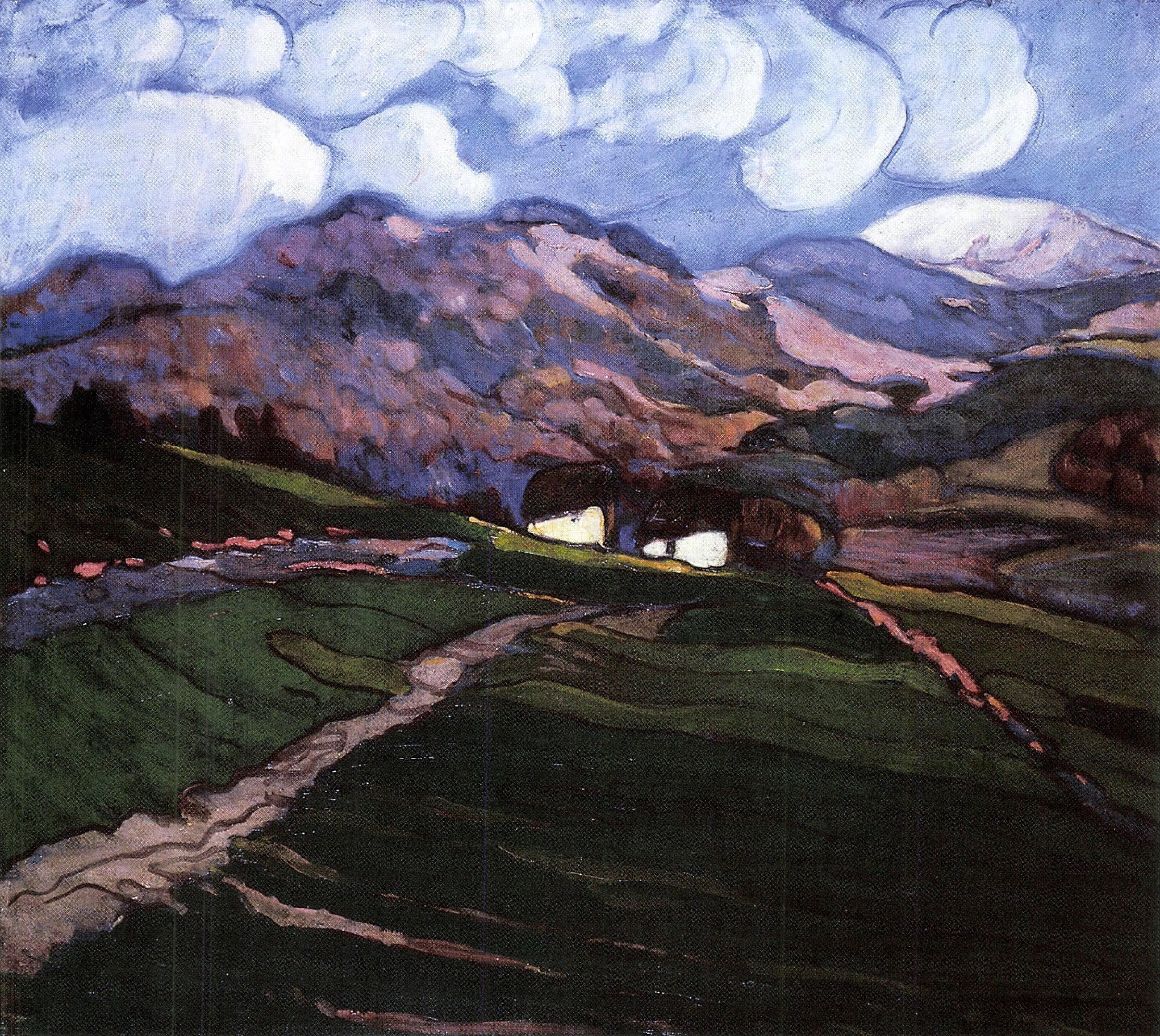
Widok Nagybánya ze wzgórzem Gutin z 1906 roku.
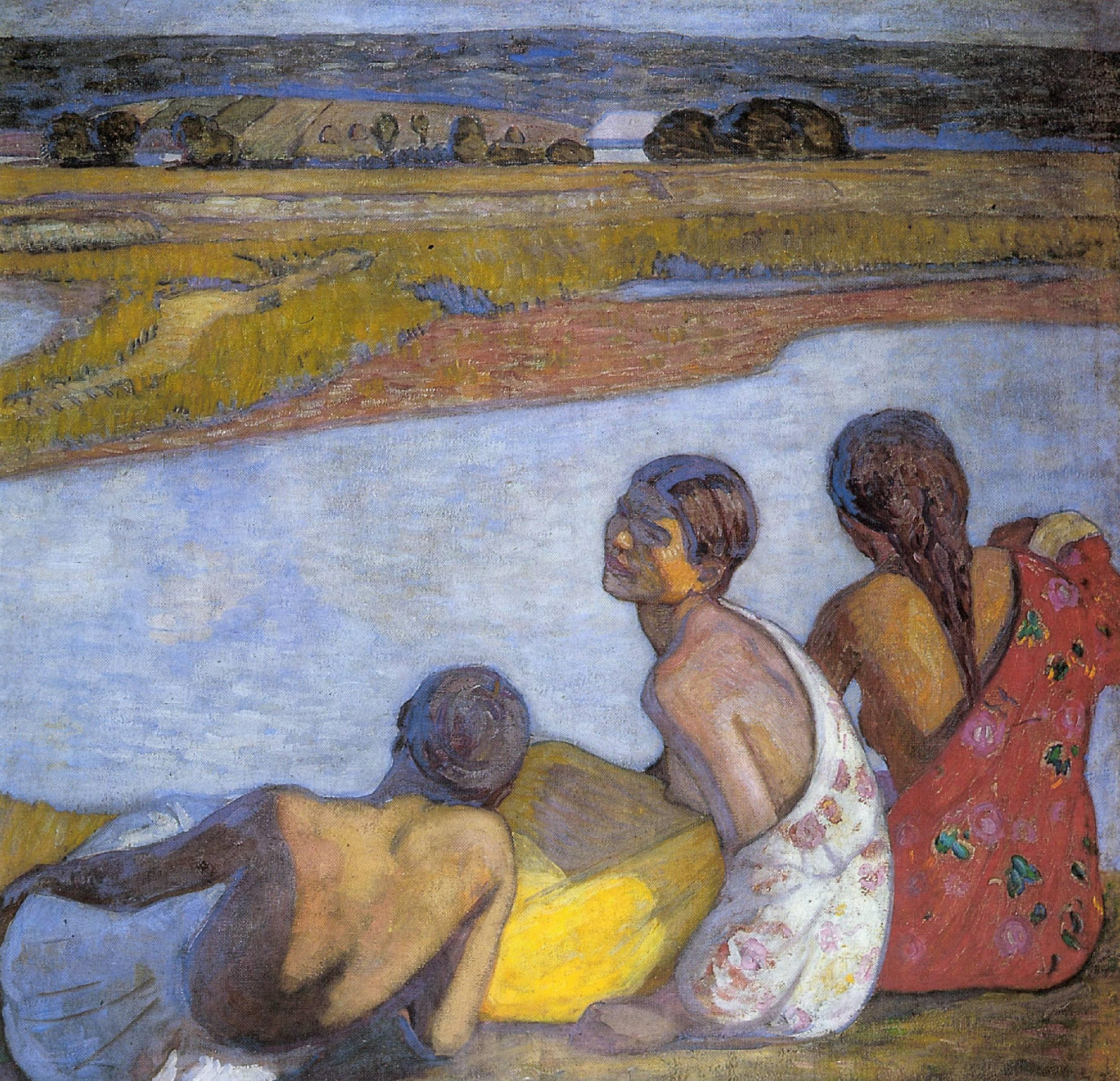
Cyganeczki na brzegu Lápos z 1909.